# Poona Bayabao
Poona Bayabao is een gemeente in de Filipijnse provincie Lanao del Sur in het noorden van het eiland Mindanao. Bij de laatste census in 2007 had de gemeente bijna 24 duizend inwoners.

## Geografie

### Bestuurlijke indeling
Poona Bayabao is onderverdeeld in de volgende 25 barangays:
| - Ataragadong - Bangon - Bansayan - Bualan - Bubong-Dimunda - Bugaran - Cadayonan - Calilangan Dicala - Calupaan - Dilausan - Dimayon - Dongcoan - Gadongan | - Liangan - Lumbac - Lumbaca Ingud - Madanding - Pantao - Poblacion - Punud - Ragayan - Rogan Cairan - Rogan Tandiong Dimayon - Talaguian - Taporog |

## Demografie
Poona Bayabao had bij de census van 2007 een inwoneraantal van 23.589 mensen. Dit zijn 6.199 mensen (35,6%) meer dan bij de vorige census van 2000. De gemiddelde jaarlijkse groei komt daarmee uit op 4,29%, hetgeen hoger is dan het landelijk jaarlijks gemiddelde over deze periode (2,04%). Vergeleken met de census van 1995 is het aantal mensen met 8.440 (55,7%) toegenomen.

De bevolkingsdichtheid van Poona Bayabao was ten tijde van de laatste census, met 23.589 inwoners op 242,34 km², 97,3 mensen per km².